# Lijst van afleveringen van Bob de Bouwer
Dit is een overzicht van afleveringen van Bob de Bouwer, een Britse animatieserie voor kinderen die draait rond Bob, een goedlachse bouwvakker.

## Seizoenen
| Seizoen | Uitzenddatum                         | Aantal |
| ------- | ------------------------------------ | ------ |
| 1       | 28 november 1998 - 21 februari 1999  | 13     |
| 2       | 4 juni 1999 - 27 augustus 1999       | 13     |
| 3       | 24 december 1999 - 1 april 2000      | 13     |
| 4       | 12 september 2000 - 5 december 2000  | 13     |
| 5       | 6 januari 2001 - 31 maart 2001       | 13     |
| 6       | 2 september 2002 - 14 september 2002 | 13     |
| 7       | 3 februari 2003 - 20 februari 2003   | 13     |
| 8       | 1 september 2003 - 24 november 2003  | 13     |
| 9       | 3 april 2004 - 20 december 2004      | 13     |
| 10      | 3 mei 2005 - 20 mei 2005             | 14     |
| 11      | 1 augustus 2005 - 16 augustus 2005   | 12     |
| 12      | 31 juli 2006 - 21 augustus 2006      | 16     |
| 13      | 22 augustus 2006 - 4 september 2006  | 10     |
| 14      | 3 september 2007 - 18 september 2007 | 12     |
| 15      | 19 september 2007 - 9 oktober 2007   | 15     |
| 16      | 5 augustus 2008 - 26 augustus 2008   | 13     |
| 17      | 12 april 2010 - 5 oktober 2011       | 20     |
| 18      | 26 september 2011 - 9 juni 2012      | 20     |
| 19      | 1 september 2015 - 29 februari 2016  | 52     |
| 20      | 27 juni 2016 - 7 september 2017      | 52     |
| 21      | 2 januari 2018 - 30 december 2018    | 26     |

## Originele serie (1999-2004)

### Seizoen 1 (1999)
| Aflevering (seizoen) | Aflevering (serie) | Nederlandse titel          | Originele titel             |
| -------------------- | ------------------ | -------------------------- | --------------------------- |
| 1 (3)                | 1 (3)              | Scoop, redder in nood      | Scoop Saves the Day         |
| 2 (6)                | 2 (6)              | Red de egels!              | Bob Saves the Hedgehogs     |
| 3 (1)                | 3 (1)              | Titus in het nauw          | Pilchard in a Pickle        |
| 4 (2)                | 4 (2)              | Muck zit vast              | Muck Gets Stuck             |
| 5                    | 5                  | Wendy's drukke dag         | Wendy's Busy Day            |
| 6 (7)                | 6 (7)              | Bobs trompet               | Bob's Bugle                 |
| 7 (4)                | 7 (4)              | Buffalo Bob                | Buffalo Bob                 |
| 8 (9)                | 8 (9)              | Hector verft de stad       | Travis Paints the Town      |
| 9 (10)               | 9 (10)             | Hector en Scoops wedstrijd | Travis and Scoop's Race Day |
| 10 (8)               | 10 (8)             | Bobs verjaardag            | Bob's Birthday              |
| 11                   | 11                 | Stoute Spud                | Naughty Spud                |
| 12                   | 12                 | De enge Spud               | Scary Spud                  |
| 13                   | 13                 | Bob bouwt een schuur       | Bob's Barnraising           |

### Seizoen 2 (1999)
| Aflevering (seizoen) | Aflevering (serie) | Nederlandse titel              | Originele titel       |
| -------------------- | ------------------ | ------------------------------ | --------------------- |
| 1 (3)                | 14 (16)            | Spud de sleutelaar             | Spud the Spanner      |
| 2 (7)                | 15 (20)            | Behangen valt niet mee         | Wallpaper Wendy       |
| 3 (1)                | 16 (14)            | Rollie op hol                  | Runaway Roley         |
| 4 (2)                | 17 (15)            | Bobs grote verrassing          | Bob's Big Surprise    |
| 5 (8)                | 18 (21)            | Beeldenstorm                   | Dizzy's Statues       |
| 6 (5)                | 19 (18)            | Liftie schiet te hulp          | Lofty to the Rescue   |
| 7 (10)               | 20 (23)            | Wendy's wedstrijd              | Wendy's Big Match     |
| 8 (9)                | 21 (22)            | Recyclen met Hector            | Tea Set Travis        |
| 9 (6)                | 22 (19)            | Dizzie ziet ze vliegen         | Dizzy's Bird Watch    |
| 10 (11)              | 23 (24)            | De klokkenluider van Notre Bob | Clocktower Bob        |
| 11 (13)              | 24 (26)            | Wendy de bouwer                | Pilchard Goes Fishing |
| 12                   | 25                 | Wendy's tennisbaan             | Wendy's Tennis Court  |
| 13 (4)               | 26 (17)            | Bobs witte kerst               | Bob's White Christmas |

### Seizoen 3 (2000-2001)
| Aflevering (seizoen) | Aflevering (serie) | Nederlandse titel      | Originele titel       |
| -------------------- | ------------------ | ---------------------- | --------------------- |
| 1                    | 27                 | Nieuwe werkschoenen    | Bob's Boots           |
| 2                    | 28                 | Muck is vies           | Mucky Muck            |
| 3                    | 29                 | Bobs vrije dag         | Bob's Day Off         |
| 4                    | 30                 | Liftie de magneet      | Magnetic Lofty        |
| 5                    | 31                 | Rollies schildpad      | Roley's Tortoise      |
| 6                    | 32                 | Postbode Spud          | Special Delivery Spud |
| 7                    | 33                 | Het ontbijt van Titus  | Pilchard's Breakfast  |
| 8                    | 34                 | Scoop is de baas       | Scoop's in Charge     |
| 9 (12)               | 35 (38)            | Scoop gaat lol trappen | Scoop Has Some Fun    |
| 10 (13)              | 36 (39)            | Dizzies gekke tuinpad  | Dizzy's Crazy Paving  |
| 11                   | 37                 | Spud en de kraai       | Spud and Squawk       |
| 12 (9)               | 38 (35)            | Muck gaat logeren      | Muck's Sleepover      |
| 13 (10)              | 39 (36)            | Hectors aanhanger      | Trailer Travis'       |

### Seizoen 4 (2001)
| Aflevering (seizoen) | Aflevering (serie) | Nederlandse titel              | Originele titel         |
| -------------------- | ------------------ | ------------------------------ | ----------------------- |
| 1 (11)               | 40 (50)            | Rollie en de popster           | Roley and the Rock Star |
| 2 (1)                | 41 (40)            | Scoops stegosaurus             | Scoop's Stegosaurus     |
| 3 (2)                | 42 (41)            | Scoop moet niezen              | Sneezing Scoop          |
| 4 (3)                | 43 (42)            | Rollie redt een egeltje        | Roley's Animal Rescue   |
| 5 (4)                | 44 (43)            | Vogelverschrikker Dizzie       | Scrarecrow Dizzy        |
| 6 (5)                | 45 (44)            | Wendy slaat in 1 keer raak     | One Shot Wendy          |
| 7 (6)                | 46 (45)            | Spud helpt een handje          | Spud Lends a Hand       |
| 8 (7)                | 47 (46)            | Bob en de muziektent           | Bob and the Bandstand   |
| 9 (8)                | 48 (47)            | Het varkenshok van Boer Nijhof | Farmer Pickles's Pigpen |
| 10 (9)               | 49 (48)            | Bob loopt hard                 | Bob on the Run          |
| 11 (10)              | 50 (49)            | Knoop in je zakdoek, Bob       | Forget-Me-Knot Bob      |
| 12                   | 51                 | Speurneus Vlekkie              | Scruffty the Detective  |
| 13                   | 52                 | Waterverf Wendy                | Watercolour Wendy       |

### Seizoen 5 (2002)
| Aflevering (seizoen) | Aflevering (serie) | Nederlandse titel      | Originele titel          |
| -------------------- | ------------------ | ---------------------- | ------------------------ |
| 1                    | 53                 | Vlekkies diepe kuil    | Scruffty's Big Dig       |
| 2                    | 54                 | Inspecteur Spud        | Inspector Spud           |
| 3                    | 55                 | Kukeleku Spud          | Cock-a-Doodle Spud       |
| 4                    | 56                 | Wendy's feestje        | Wendy's Surprise Party   |
| 5                    | 57                 | Spud gaat skateboarden | Skateboard Spud          |
| 6                    | 58                 | Het putjesmonster      | Muck's Monster           |
| 7                    | 59                 | Draakje Spud           | Spud the Dragon          |
| 8                    | 60                 | Titus steelt de show   | Pilchard Steals the Show |
| 9                    | 61                 | De schuilhut van Bob   | Bob's Hide               |
| 10                   | 62                 | Bobs tante             | Bob's Auntie             |
| 11                   | 63                 | Bob neemt ijsvrij      | Bob and the Big Freeze   |
| 12                   | 64                 | Klunsje Rollie         | Clumsy Roley             |
| 13                   | 65                 | Eskimo Bob             | Eskimo Bob               |

### Seizoen 6 (2002)
| Aflevering (seizoen) | Aflevering (serie) | Nederlandse titel                  | Originele titel             |
| -------------------- | ------------------ | ---------------------------------- | --------------------------- |
| 1                    | 66                 | Bobs pizza                         | Bob's Pizza                 |
| 2                    | 67                 | Bobs metaaldetector                | Bob's Metal Detector        |
| 3                    | 68                 | Meneer Bieshaars doe-het-zelf-ramp | Mr. Beasley's DIY Disaster  |
| 4                    | 69                 | Wendy's verhuisdienst              | Wendy's Removal Service     |
| 5                    | 70                 | Liftie en de konijntjes            | Lofty and the Rabbits       |
| 6                    | 71                 | Liftie en de reuzenwortel          | Lofty and the Giant Carrot  |
| 7                    | 72                 | Bobs eierrace                      | Bob's Egg and Spoon Race    |
| 8                    | 73                 | De dakpannen van Trix              | Trix's Tiles                |
| 9                    | 74                 | Scherven brengen geluk             | Mr. Sabatini's Smashing Day |
| 10                   | 75                 | Rollie redt de vogels              | Roley to the Rescue         |
| 11                   | 76                 | Spuds reuzenplons                  | Spud's Big Splash           |
| 12                   | 77                 | Spud de musketier                  | Spud the Musketeer          |
| 13                   | 78                 | Wendy's verjaardagstruc            | Wendy's Magic Birthday      |

### Seizoen 7 (2003)
| Aflevering (seizoen) | Aflevering (serie) | Nederlandse titel                    | Originele titel             |
| -------------------- | ------------------ | ------------------------------------ | --------------------------- |
| 1                    | 79                 | Meneer Bieshaars nieuwe vriendjes    | Mr. Beasley's New Friends   |
| 2                    | 80                 | Piloot Spud                          | Spud the Pilot              |
| 3                    | 81                 | Trix en de otters                    | Trix and the Otters         |
| 4                    | 82                 | Snelle Skip                          | Speedy Skip                 |
| 5                    | 83                 | De tentoonstelling van meneer Elbers | Mr. Ellis' Art Exhibilition |
| 6                    | 84                 | Bob en de dassen                     | Bob and the badgers         |
| 7                    | 85                 | Bob en de keeper                     | Bob and the Goalie          |
| 8                    | 86                 | Dizzie gaat kamperen                 | Dizzy Goes Camping          |
| 9                    | 87                 | De dieren van Titus                  | Pilchard's Pets             |
| 10                   | 88                 | Sneeuwman Scoop                      | Snowman Scoop               |
| 11                   | 89                 | Lifties lange lading                 | Lofty's Long Load           |
| 12                   | 90                 | Lorre krijgt een nieuw huis          | Hamish's New Home           |
| 13                   | 91                 | Dizzie de herdershond                | Dizzy the Sheepdog          |

### Seizoen 8 (2003)
| Aflevering (seizoen) | Aflevering (serie) | Nederlandse titel                 | Originele titel           |
| -------------------- | ------------------ | --------------------------------- | ------------------------- |
| 1                    | 92                 | Bob de fotograaf                  | Bob the Photographer      |
| 2                    | 93                 | De treintjes van meneer Spijker   | Mr. Bentley's trains      |
| 3                    | 94                 | Wendy's grote avond               | Wendy's Big Night Out     |
| 4                    | 95                 | Race Muck                         | Racing Muck               |
| 5                    | 96                 | Meneer Bieshaars lawaai-leidingen | Mr. Beasley's Noisy Pipes |
| 6                    | 97                 | Liftie op olifantenjacht          | Lofty's Jungle Fun        |
| 7                    | 98                 | Bob krijgt dansles                | Ballroom Bob              |
| 8                    | 99                 | Mollies modeshow                  | Molly's Fashion Show      |
| 9                    | 100                | Spud en de duifjes                | Spud and the Doves        |
| 10                   | 101                | Mollie geeft eerste hulp          | First-Aid Molly           |
| 11                   | 102                | Meneer Spijker past op de hond    | Mr. Bentley's Dog Sitter  |
| 12                   | 103                | Hector heeft geluk                | Travis Gets Lucky         |
| 13                   | 104                | Vlekkie de waakhond               | Scruffty on Guard         |

### Seizoen 9 (2004)
| Aflevering (seizoen) | Aflevering (serie) | Nederlandse titel | Originele titel             |
| -------------------- | ------------------ | ----------------- | --------------------------- |
| 1 (13)               | 105                |                   | Scoop the Disco Digger      |
| 2 (1)                | 106                |                   | Bob the Farmer              |
| 3                    | 107                |                   | Lofty the Artist            |
| 4                    | 108                |                   | Spud's Statue               |
| 5                    | 109                |                   | Pilchard and the Field Mice |
| 6                    | 110                |                   | Trix's Pumpkin Pie          |
| 7                    | 111                |                   | Where's Muck?               |
| 8                    | 112                |                   | Travis's Busy Day           |
| 9                    | 113                |                   | Muck's Surprise             |
| 10                   | 114                |                   | Skip's Big Idea             |
| 11                   | 115                |                   | Roley's Important Job       |
| 12                   | 116                |                   | Trix and the Bug            |
| 13 (2)               | 117                |                   | Mr. Bentley's Winter Fair   |

## Werk in uitvoering (2005-2008)

### Pilot (2005)
| Aflevering (pilot) | Aflevering (serie) | Nederlandse titel | Originele titel |
| ------------------ | ------------------ | ----------------- | --------------- |
| 1                  | 118                | Bobs grote plan   | Bob's Big Plan  |

### Seizoen 10 (2005)
| Aflevering (seizoen) | Aflevering (serie) | Nederlandse titel          | Originele titel             |
| -------------------- | ------------------ | -------------------------- | --------------------------- |
| 1                    | 119                | Bobs nieuwe start          | Bob's Fresh Start           |
| 2                    | 120                | Lifties plekje             | Lofty's Shelter             |
| 3                    | 121                | Dizzie en de walkie-talkie | Dizzy and the Talkie-Talkie |
| 4                    | 122                | Scoops nieuwe bouwer       | Scoop's Recruit             |
| 5                    | 123                | Waar is Robert?            | Where's Robert?             |
| 6                    | 124                | Wendy's welkom             | Wendy's Welcome             |
| 7                    | 125                | Rollies nieuwe vriend      | Roley's New Friend          |
| 8                    | 126                | Twee Scoops                | Two Scoops                  |
| 9                    | 127                | Bennie is terug...!        | Benny's Back!               |
| 10                   | 128                | Spuds verrassing van stro  | Spud's Straw Surprise       |
| 11                   | 129                | Crosser Scrambler          | Off-Road Scrambler          |
| 12                   | 130                | Mooie Marjolein            | Meet Marjorie               |
| 13                   | 131                | Mucks modderhut            | Muck's Mud Hut              |
| 14                   | 132                | Wendy bouwt een feestje    | Wendy's Party Plan          |

### Seizoen 11 (2005)
| Aflevering (seizoen) | Aflevering (serie) | Nederlandse titel                       | Originele titel                    |
| -------------------- | ------------------ | --------------------------------------- | ---------------------------------- |
| 1                    | 133                | Scrambler in de nesten                  | Scrambler in the Doghouse          |
| 2                    | 134                | Bennies belangrijke klus                | Benny's Important Job              |
| 3                    | 135                | Machinebouwer Spud                      | Put-It-Together Spud               |
| 4                    | 136                | Rollies beestenboel                     | Roley's Round-Up                   |
| 5                    | 137                | Detective Dizzie                        | Dizzy the Detective                |
| 6                    | 138                | Hector dubbelklus                       | Two Jobs Travis                    |
| 7                    | 139                | Scrambler en de fleurige grot           | Scrambler and the Colourful Cave   |
| 8                    | 140                | Spuds superoogst                        | Spud's Bumper Harvest              |
| 9                    | 141                | Mucks transport                         | Muck's Convoy                      |
| 10                   | 142                | Als Bob van huis is, gaat Robert spelen | While Bob's Away, Robert Will Play |
| 11                   | 143                | Drie kleine klusjes voor Bob            | Bob's Three Jobs                   |
| 12                   | 144                | Scoop weet alles                        | Scoop Knows It All                 |

### Seizoen 12 (2006)
| Aflevering (seizoen) | Aflevering (serie) | Nederlandse titel               | Originele titel               |
| -------------------- | ------------------ | ------------------------------- | ----------------------------- |
| 1                    | 145                | Dizzie is dol op vleermuizen    | Dizzy's Sleepover             |
| 2                    | 146                | Liftie de ster                  | Lofty the Star                |
| 3                    | 147                | Sumsies wilg                    | Sumsy's Willow Tree           |
| 4                    | 148                | Rustig aan Scrambler            | Slow Down Scrambler!          |
| 5                    | 149                | Hector en het tropische fruit   | Travis and the Tropical Fruit |
| 6                    | 150                | Meester Scoop                   | Scoop the Teacher             |
| 7                    | 151                | Ridder Muck                     | Sir Muck                      |
| 8                    | 152                | Brekende scheurende Bennie      | Bashing Crashing Benny        |
| 9                    | 153                | Spuds kurkboom                  | Spud's Cork Tree              |
| 10                   | 154                | Bobs superteam                  | Bob's Top Team                |
| 11                   | 155                | Sumsie en het beest             | Sumsy and the Beast           |
| 12                   | 156                | Luisteren met Scrambler         | Listen with Scrambler         |
| 13                   | 157                | Camera obscura                  | Roley's Bird's Eye View       |
| 14                   | 158                | Wendy's woonboot                | Wendy's Houseboat             |
| 15                   | 159                | De assistent van meneer Spijker | Mr. Bentley's Assistant       |
| 16                   | 160                | Rollies mollies                 | Roley's Moleys                |

### Seizoen 13 (2006)
| Aflevering (seizoen) | Aflevering (serie) | Nederlandse titel           | Originele titel              |
| -------------------- | ------------------ | --------------------------- | ---------------------------- |
| 1                    | 161                | Spud heeft haast            | Spud Rushes It               |
| 2                    | 162                | Scrambler de zeewierkoerier | Scrambler's Seaweed Delivery |
| 3                    | 163                | Mega Muck                   | Massive Muck                 |
| 4                    | 164                | Rollie de appelpers         | Roley's Apple Press          |
| 5                    | 165                | Vooruit met de geit         | Travis's Giddy Day           |
| 6                    | 166                | Mucks droogtunnel           | Bob's Drying Tunnel          |
| 7                    | 167                | Bennies jungletour          | Benny's Jungle Trouble       |
| 8                    | 168                | Dizzie de wandelbus         | Dizzy the Walking Bus        |
| 9                    | 169                | Packers eerste dag          | Packer's First Day           |
| 10                   | 170                | Het Bob-huis                | The Bob House                |

### Seizoen 14 (2007)
| Aflevering (seizoen) | Aflevering (serie) | Nederlandse titel               | Originele titel           |
| -------------------- | ------------------ | ------------------------------- | ------------------------- |
| 1                    | 171                | Meneer Spijker's grote optocht  | Mr. Bentley's Big Parade  |
| 2                    | 172                | Scrambler de geitenhoeder       | Scrambler the Goat Herder |
| 3                    | 173                | Packer's grote bestelling       | Packer's Big Delivery     |
| 4                    | 174                | Spud de houtvester              | Spud the Woodsman         |
| 5                    | 175                | Muck's loeitastische melkschuur | Muck's Mootastic Dairy    |
| 6                    | 176                | Rollie de groene kat            | Roley the Green Cat       |
| 7                    | 177                | Kun je het maken Bob?           | Put-it-Together Bob       |
| 8                    | 178                | Donnie de melkwagen             | Dodger the Milk Truck     |
| 9                    | 179                | De drie klusketiers             | The Three Musketrucks     |
| 10                   | 180                | Scoop's uitglijer               | Scoop Slips Up            |
| 11                   | 181                | Donnie's kaas-karweitje         | Dodger's Dairy Disaster   |
| 12                   | 182                | Bob's strandhuisje              | Bob's Beach Hut           |

### Seizoen 15 (2007)
| Aflevering (seizoen) | Aflevering (serie) | Nederlandse titel          | Originele titel             |
| -------------------- | ------------------ | -------------------------- | --------------------------- |
| 1                    | 183                | Het huis dat Liftie bouwde | The House That Lofty Built  |
| 2                    | 184                | Bob's grote idee           | Bob's Big Idea              |
| 3                    | 185                | Rollie breekt de boel af   | Roley Brings the House Down |
| 4                    | 186                | Muck's machine wasstraat   | Muck's Machine Wash         |
| 5                    | 187                | Lifties komeet             | Lofty's Comet               |
| 6                    | 188                | Liftie de filmheld         | Lofty the Lifeguard         |
| 7                    | 189                | Filmster Spud              | Star Struck Spud            |
| 8                    | 190                | Hup, meneer Spijker, hup!  | Go, Mr. Bentley, Go!        |
| 9                    | 191                | Tumbler en het skatepark   | Tumbler and the Skate Park  |
| 10                   | 192                | Flex fantastisch           | Fantastic Flex              |
| 11                   | 193                | Packers ijzige avontuur    | Packer's Trailer Trouble    |
| 12                   | 194                | Scoops allerbeste team     | Scoop's Best Team Ever      |
| 13                   | 195                | Spud en het hotel          | Spud and the Hotel          |
| 14                   | 196                | Tumblers bonte boulevard   | Tumbler's Perfect Promenade |
| 15                   | 197                | Brandschone Bristle        | Clean as a Whistle Bristle  |

### Seizoen 16 (2008)
| Aflevering (seizoen) | Aflevering (serie) | Nederlandse titel              | Originele titel          |
| -------------------- | ------------------ | ------------------------------ | ------------------------ |
| 1                    | 198                | Vroemers avontuur in de sneeuw | Zoomer's Snowy Adventure |
| 2                    | 199                | Radio Bob                      | Radio Bob                |
| 3                    | 200                | Tumbler en de schaatsbaan      | Tumbler and the Ice Rink |
| 4                    | 201                | Spud de DJ                     | Spud the DJ              |
| 5                    | 202                | Stille Scoop                   | Silent Scoop             |
| 6                    | 203                | Scrambler staat paraat         | Scrambler Gets Prepared  |
| 7                    | 204                | Sumsies aparte bouwwerk        | Sumsy's Special Building |
| 8                    | 205                | Lifties bananenboom            | Loftey's Banana Tree     |
| 9                    | 206                | Rollies platte tuin            | Roley's Flat Garden      |
| 10                   | 207                | Super Spetter                  | Super Splasher           |
| 11                   | 208                | Een frisse wind                | Breezy Bristle           |
| 12                   | 209                | Spetters handige haltes        | Splasher's Two Stops     |
| 13                   | 210                | Bouwinspecteur op bezoek       | An Inspector Calls       |

## Klaar? Bouwen maar! (2010-2011)

### Seizoen 17 (2010)
| Aflevering (seizoen) | Aflevering (serie) | Nederlandse titel            | Originele titel            |
| -------------------- | ------------------ | ---------------------------- | -------------------------- |
| 1                    | 211                | Krabbel's verborgen schat    | Scratch's Hidden Treasures |
| 2                    | 212                | Scrambler's beste idee       | Scrambler's Best Idea      |
| 3                    | 213                | Scoop de kunstenaar          | Scoop the Artist           |
| 4                    | 214                | Liftie heeft watervrees      | High Tide for Lofty        |
| 5                    | 215                | Rollie's voetbalteam         | Roley's Rovers             |
| 6                    | 216                | Oefening baart kunst         | Start from Scratch         |
| 7                    | 217                | Welterusten Krabbel          | Night Time Scratch         |
| 8                    | 218                | Liftie en het monster        | Lofty and the Monster      |
| 9                    | 219                | Dizzie heeft de leiding      | Dizzy in Charge            |
| 10                   | 220                | Liftie helpt mee             | Lofty's Helpful Day        |
| 11                   | 221                | Scoop's redding op zee       | Scoop's Sea Rescue         |
| 12                   | 222                | Krabbel speelt toneel        | Scratch's Star Turn        |
| 13                   | 223                | Krabbel is cool              | Pineapple Scratch          |
| 14                   | 224                | Scrambler's toneelverrassing | Scrambler's Stage Surprise |
| 15                   | 225                | Wendy's verjaardagsfeest     | Wendy's Birthday Surprise  |
| 16                   | 226                | Krabbel op de solotoer       | Scratch Goes Solo          |
| 17                   | 227                | Dizzie's wheelies            | Dizzy and the Wheelies     |
| 18                   | 228                | Muck's strandtoren           | Muck's Beach Tower         |
| 19                   | 229                | Hier komt Muck               | Here Comes Muck            |
| 20                   | 230                | Scrambler wordt gewassen     | Scrambler Gets Clean       |

### Seizoen 18 (2011)
| Aflevering (seizoen) | Aflevering (serie) | Nederlandse titel                  | Originele titel                 |
| -------------------- | ------------------ | ---------------------------------- | ------------------------------- |
| 1                    | 231                | De hint van Scrambler              | Scrambler and the Clue          |
| 2                    | 232                | Liftie en de redding van teddybeer | Lofty and the Teddy Bear Rescue |
| 3                    | 233                | Muck en de oude schoolmuur         | Muck and the Old School Wall    |
| 4                    | 234                | Scoop's grote klus                 | Scoop's Big Job                 |
| 5                    | 235                | Dizzie vindt een piraat            | Dizzy Finds a Pirate            |
| 6                    | 236                | Rollie en de zeemeeuw              | Roley and the Seagull           |
| 7                    | 237                | Drukke Dizzie                      | Whizzy Dizzy                    |
| 8                    | 238                | De nieuwe garage van Hector        | Travis' New Garage              |
| 9                    | 239                | Krabbel en de droomkamer           | Scratch and the Dream Room      |
| 10                   | 240                | Dizzie in het theater              | Stage Struck Dizzy              |
| 11                   | 241                | Rollie en de vos                   | Roley and the Fox               |
| 12                   | 242                | Super Scrambler                    | Super Scrambler                 |
| 13                   | 243                | Rappende Rollie                    | Roley's Weather Rap             |
| 14                   | 244                | Bob springt hoog                   | Bob's Big Bounce                |
| 15                   | 245                | Liftie en het graafclubje          | Lofty and the Diggers Three     |
| 16                   | 246                | Scoop en de achtbaan               | Scoop and the Roller Coaster    |
| 17                   | 227                | Rubble en de stoute zeemeeuw       | Rubble and the Seagull Surprise |
| 18                   | 248                | Rollie en de onmogelijke bult      | Roley and the Impossible Bump   |
| 19                   | 249                | Mucks stenige spoor                | Muck's Train to Trouble         |
| 20                   | 250                | Een dinosaurus voor Krabbel        | A Dinosaur for Scratch          |

## Reboot (2015-2018)

### Seizoen 19 (2015-2016)
| Aflevering (seizoen) | Aflevering (serie) | Nederlandse titel                               | Originele titel          |
| -------------------- | ------------------ | ----------------------------------------------- | ------------------------ |
| 1                    | 251                | Scoop in de wolken                              | Sky High Scoop           |
| 2                    | 252                | Een vreemde milkshake                           | Milkshake Mixup          |
| 3                    | 253                | De keukenprins                                  | Kitchen Whizz            |
| 4                    | 254                | Liftie laat een steekje vallen                  | Lofty Lets Loose         |
| 5                    | 255                | Scoop mag vandaag z'n drilboor gebruiken        | Scoop's Big Break        |
| 6                    | 256                | Bob de dappere                                  | Bob the Brave            |
| 7                    | 257                | De boomhut van Saffi                            | Saffi's Treehouse        |
| 8                    | 258                | Kat en hond                                     | Cats and Dogs            |
| 9                    | 259                | De make-over van de garage                      | Workshop Makeover        |
| 10                   | 260                | IJshockey op de ijsbaan, dat ziet er leuk uit!  | Muck on Ice              |
| 11                   | 261                | Leo moet een grote dino in het museum krijgen   | Bentley's Bones          |
| 12                   | 262                | De berenberg                                    | Bear Mountain            |
| 13                   | 263                | Fitnessgekte                                    | Fitness Frenzy           |
| 14                   | 264                | Ballroom droom                                  | Ballroom Blitz           |
| 15                   | 265                | De Rockets onder de sterren                     | Rockets Under the Stars  |
| 16                   | 266                | Het winterfestival                              | Winter in Spring         |
| 17                   | 267                | Een lading pinguïns                             | Pick up a Penguin        |
| 18                   | 268                | Thuis op de ranch                               | Home on the Range        |
| 19                   | 269                | Pak het pakje                                   | Pass the Parcel          |
| 20                   | 270                | Graven in het verleden                          | Dig This                 |
| 21                   | 271                | Dinopark                                        | Dino Park                |
| 22                   | 272                | De marathon                                     | Marathon Span            |
| 23                   | 273                | Het eindstation                                 | End of the Line          |
| 24                   | 274                | Licht! Camera! Leo!                             | Lights! Camera! Leo!     |
| 25                   | 275                | Superfan Muck                                   | Star Struck Muck         |
| 26                   | 276                | Drakeneiland                                    | Here Be Dragons          |
| 27                   | 277                | Keuringsdag                                     | Check Up Day             |
| 28                   | 278                | Boogiewoogie wonderland                         | Boogie Woogie Wonderland |
| 29                   | 279                | De haai van Scoop                               | Scoop's Pet Shark        |
| 30                   | 280                | Carwash                                         | Car Wash                 |
| 31                   | 281                | Een nacht in het bos                            | Out of the Woods         |
| 32                   | 282                | Geef het nooit op                               | Never Give Up            |
| 33                   | 283                | De kleinste raket                               | Smallest Rocket          |
| 34                   | 284                | Scoop en de glijbaan                            | Scoop and the Slide      |
| 35                   | 285                | Het reuzenrad                                   | Spring City Wheel        |
| 36                   | 286                | De gouden ster                                  | Star Attraction          |
| 37                   | 287                | Gestrand                                        | Stranded                 |
| 38                   | 288                | Pieper in de mix                                | Tattie's Mash Up         |
| 39                   | 289                | Spring City TV                                  | Spring City TV           |
| 40                   | 290                | Wind en zon                                     | Wind and Shine           |
| 41                   | 291                | De klokkentoren van Spring City                 | The Spring City Clock    |
| 42                   | 292                | Muck en de olifant                              | Muck and the Elephant    |
| 43                   | 293                | Bob en zijn team moeten een raceparcours bouwen | Bob and the Masked Biker |
| 44                   | 294                | De piraten van Dizzie                           | Dizzy's Pirates          |
| 45                   | 295                | Stadsstrand                                     | City Beach               |
| 46                   | 296                | Het zilveren schild                             | The Silver Shield        |
| 47                   | 297                | Scoop zaait paniek                              | Scoop Cries Wolf         |
| 48                   | 298                | De skateboardbattle                             | Battle of the Boards     |
| 49                   | 299                | Storm op komst                                  | Stormy Weather           |
| 50                   | 300                | De luide knal                                   | The Big Bang             |
| 51                   | 301                | Een cadeautje voor Bob                          | A Present for Bob        |
| 52                   | 302                | Losgeslagen spook                               | Fly Away Ghost           |

### Seizoen 20 (2016-2017)
| Aflevering (seizoen) | Aflevering (serie) | Nederlandse titel             | Originele titel               |
| -------------------- | ------------------ | ----------------------------- | ----------------------------- |
| 1                    | 303                | Piramide puzzel               | Pyramid Puzzle                |
| 2                    | 304                | Een vreemde milkshake         | Phillip's Sleepover           |
| 3                    | 305                | Spoken in het stadhuis        | Haunted Town Hall             |
| 4                    | 306                | Zeedrift en wrakhout          | Flotsam and Jetsam            |
| 5                    | 307                | Scoop als filmster            | Drive Thru Disaster           |
| 6                    | 308                | Waar is Titus?                | Bob Where's Pilchard?         |
| 7                    | 309                | Bob zijn band                 | Bob's Band                    |
| 8                    | 310                | Een balorige bruiloft         | Wild Wild Wedding             |
| 9                    | 311                | Modernis springen             | Jumping Muck                  |
| 10                   | 312                | Muck moddert aan              | Muck Mucks About              |
| 11                   | 313                | Filips belangrijke taak       | Phillip's Important Job       |
| 12                   | 314                | Een huis verhuizen            | Moving House                  |
| 13                   | 315                | Wendy's verrassing            | Wendy's Surprise              |
| 14                   | 316                | IJskoud Fixham                | Ice Cold Fixham               |
| 15                   | 317                | Super Scoop                   | Super Scoop                   |
| 16                   | 318                | Dizzie en de vlinder          | Dizzy and the Butterfly       |
| 17                   | 319                | Dino achtbaan                 | Dino Coaster                  |
| 18                   | 320                | Hijspijn                      | Crane Pain                    |
| 19                   | 321                | Een bericht uit de ruimte     | A Message from Space          |
| 20                   | 322                | Bobs badges                   | Bob's Badges                  |
| 21                   | 323                | Overal appels                 | Apples Everywhere             |
| 22                   | 324                | Muck de veiligheidsofficier   | Muck the Safety Officer       |
| 23                   | 325                | Bob geruimd staat netjes      | Best Laid Plans               |
| 24                   | 326                | Bobs grose verrassing         | Bob's Big Surprise            |
| 25                   | 327                | Een veiligle plek voor Dizzie | A Safe Place for Dizzy        |
| 26                   | 328                | Titus en de beer              | Pilchard and the Bear         |
| 27                   | 329                | Te diep erin                  | In Too Deep                   |
| 28                   | 330                | De Bill Bliksem ervaring      | The Dash Lightning Experience |
| 29                   | 331                | TV of geen TV                 | TV or Not TV                  |
| 30                   | 332                | Kapitein Spijker              | Captain Bentley               |
| 31                   | 333                | Magische machine              | Machine Magic                 |
| 32                   | 334                | Graafbakstand                 | Bucket Stand                  |
| 33                   | 335                | Calamiteitencamping           | Camping Calamity              |
| 34                   | 336                | Dino schrik                   | Dino Scare                    |
| 35                   | 337                | Baksteen en mortel            | Bricks and Mortar             |
| 36                   | 338                | Coupe Scoop                   | Scoop's Scoops                |
| 37                   | 339                | Hijsen maar                   | Hoist Away                    |
| 38                   | 340                | Uitklap winkels               | Pop Up Shops                  |
| 39                   | 341                | Werf wanorde                  | Yard Muddle                   |
| 40                   | 342                | Rollie's toespraak            | Roley's Speech                |
| 41                   | 343                | Muck de chauffeur             | Muck the Chauffeur            |
| 42                   | 344                | Scoop bliksemt naar roem      | Scoop Dashes for Glory        |
| 43                   | 345                | Scheepsklaar                  | Ship Shape                    |
| 44                   | 346                | Bakkie kookt over             | Too Many Cooks                |
| 45                   | 347                | Trainingsdag                  | Training Day                  |
| 46                   | 348                | Mucks stinkende rit           | Muck's Stinky Trip            |
| 47                   | 349                | Scoop zaait paniek            | Playing Ketchup               |
| 48                   | 350                | Sjouwers nieuwe garage        | Shifter's New Garage          |
| 49                   | 351                | Sneeuwbui                     | Snow Fall                     |
| 50                   | 352                | Gevaarlijk huis               | Danger House                  |
| 51                   | 353                | Muck de elf                   | Muck the Elf                  |
| 52                   | 354                | Mosterd voor de maaltijd      | A Christmas Fix               |

### Seizoen 21 (2018)
| Aflevering (seizoen) | Aflevering (serie) | Nederlandse titel          | Originele titel            |
| -------------------- | ------------------ | -------------------------- | -------------------------- |
| 1                    | 355                | Het geweldige doolhof      | The A-mazing Maze          |
| 2                    | 356                | Grootmaarschalk Bob        | Grand Marshal Bob          |
| 3                    | 357                | Beken of verpest het       | Fess Up or Mess Up         |
| 4                    | 358                | Bobs eerste bouwwerk       | Bob's First Build          |
| 5                    | 359                | Rasterblok                 | Grid Block                 |
| 6                    | 360                | Bobcat-brug                | Bobcat Bridge              |
| 7                    | 361                | Speedway Scoop             | Speedway Scoop             |
| 8                    | 362                | Papegaaienpraat            | Parrot Talk                |
| 9                    | 363                | Liftie's speeltuinprobleem | Lofty's Playground Problem |
| 10                   | 364                | Hondenramp                 | Dog Disaster               |
| 11                   | 365                | Kan niet wegrennen         | Can't Runaway Runway       |
| 12                   | 366                | Scoop's grote oeps         | Scoop's Big Oops           |
| 13                   | 367                | Wegzweven                  | Floating Away              |
| 14                   | 368                | Straalaangedreven Scoop    | Jet Powered Scoop          |
| 15                   | 369                | Een zware last             | A Heavy Load               |
| 16                   | 370                | Kanaalchaos                | Canal Chaos                |
| 17                   | 371                | Schuurbouwgekte            | Barn Building Bedlam       |
| 18                   | 372                | Aqua Eenden                | Aqua Ducks                 |
| 19                   | 373                | Luid en duidelijk praten   | Talking Loud and Clear     |
| 20                   | 374                | Tunnelproblemen            | Tunnel Trouble             |
| 21                   | 375                | Bobs rechercheteam         | Bob's Detective Squad      |
| 22                   | 376                | Ace's Dynamite Film        | Ace's Dynamite Movie       |
| 23                   | 377                | Brug over problemen        | Bridge Over Trouble        |
| 24                   | 378                | Wat is Opera, Muck?        | What's Opera, Muck?        |
| 25                   | 379                | Sneeuwman Angst            | Snowman Scare              |
| 26                   | 380                | Nieuwjaarsspektakel        | New Year's Spectacular     |